# Eddie Stuart
Edward Albert Stuart, più conosciuto con il diminutivo Eddie Stuart (Middelburg, 12 maggio 1931 – Wrexham, 4 novembre 2014) è stato un allenatore di calcio e calciatore sudafricano, di ruolo difensore.

## Carriera

### Giocatore
Dopo aver giocato in patria con i Rangers Johannesburg, nel gennaio del 1951 si trasferisce in Inghilterra al Wolverhampton, club di prima divisione. Esordisce però con i Wolves solamente nella stagione successiva, nella quale gioca 2 partite e segna anche una rete. Nella stagione 1952-1953 non scende invece mai in campo in partite ufficiali, anche a causa di una malattia tropicale contratta durante una visita in patria che lo costringe ad un lungo periodo in ospedale, mentre nella stagione 1953-1954 dà il suo contributo alla vittoria del campionato giocandovi 12 partite; è però solamente dalla stagione successiva (nella quale peraltro vince il Charity Shield) che diventa titolare, giocando 33 partite. Mantiene il posto in squadra anche nelle stagioni successive, giocando 37 incontri nella stagione 1955-1956, a cui ne aggiunge 30 (con 4 reti) nella stagione 1956-1957 e 40 sia nella stagione 1957-1958 che nella stagione 1958-1959 (entrambe concluse con la vittoria del campionato, a cui aggiunge un secondo Charity Shield, nel 1959). Nella stagione 1959-1960 gioca invece 28 partite in campionato e 4 partite nella vittoriosa FA Cup, a seguito della quale vince poi anche il successivo Charity Shield, suo settimo trofeo vinto con i Wolves. Dopo altre 2 stagioni condite rispettivamente da 28 e 36 presenze in campionato, lascia il club al termine della stagione 1961-1962. Nell'arco di 12 stagioni di permanenza totalizza 322 presenze e 5 reti fra tutte le competizioni ufficiali, fra cui 287 presenze e 5 reti nella prima divisione inglese e, più in generale, è tra i protagonisti del periodo di maggior successo della storia del club (durante la sua permanenza in squadra, ad eccezione di un sesto posto in classifica nella First Division 1956-1957 e di una salvezza sofferta con un diciottesimo posto nella First Division 1961-1962, il club chiude infatti ogni singolo campionato dal 1952-1953 fino all'addio di Stuart nelle prime 3 posizioni in classifica, vincendo in totale 7 trofei tra cui anche 3 campionati), prendendo peraltro parte anche a 3 edizioni delle competizioni UEFA per club, nate in quegli anni (gioca infatti 2 partite nella Coppa dei Campioni 1958-1959, 5 partite nella Coppa dei Campioni 1959-1960 e 4 partite nella Coppa delle Coppe 1960-1961, nella quale peraltro il Wolverhampton raggiunge la semifinale).
Nell'estate del 1962 viene ceduto per 8000 sterline allo Stoke City, con cui vince un campionato di seconda divisione, per poi giocare 23 partite in prima divisione nel successivo campionato di prima divisione. Passa quindi per 4000 sterline al Tranmere, con cui gioca 2 campionati consecutivi in quarta divisione; gioca nella medesima categoria anche nella stagione 1966-1967, in cui vince il campionato con lo Stockport County, con cui l'anno seguente gioca 33 partite in terza divisione. Dal 1968 al 1971 è invece giocatore ed allenatore dei semiprofessionisti del Worcester City, con cui gioca anche nella stagione 1971-1972, dopo aver lasciato il ruolo da allenatore.

### Allenatore
Dal 1968 al 1971 è stato anche allenatore del Worcester City.

## Palmarès

### Giocatore

#### Competizioni nazionali
- Campionato inglese: 3

Wolverhampton: 1953-1954, 1957-1958, 1958-1959
- Coppa d'Inghilterra: 1

Wolverhampton: 1959-1960
- FA Charity Shield: 3

Wolverhampton: 1954, 1959, 1960
- Campionato inglese di seconda divisione: 1

Stoke: 1962-1963
- Campionato inglese di quarta divisione: 1

Stockport County: 1966-1967